# Ferdows
Ferdows oder Ferdos (persisch فردوس) ist eine Stadt in der trockenen Landesmitte des Iran, in der Provinz Süd-Chorasan.
In späteren Zeiten wurde die Stadt Tun (persisch تون) genannt.

## Geschichte
Am 1. und 4. September 1968 wurde die Stadt durch zwei Erdbeben der Stärke 6,3 MW bzw. 5,5 MW schwer beschädigt. Dabei kamen 750 Menschen in der Stadt ums Leben, circa 150 weitere in umliegenden Dörfern.